# Lidtjärnen (Anundsjö socken, Ångermanland)
Lidtjärnen är en sjö i Örnsköldsviks kommun i Ångermanland och ingår i Gideälvens huvudavrinningsområde. Sjön har en area på 0,0389 kvadratkilometer och ligger 387,9 meter över havet.

## Delavrinningsområde
Lidtjärnen ingår i det delavrinningsområde (708488-160631) som SMHI kallar för Utloppet av Lägstasjön. Medelhöjden är 381 meter över havet och ytan är 18,71 kvadratkilometer. Räknas de 14 avrinningsområdena uppströms in blir den ackumulerade arean 82,63 kvadratkilometer. Lockstaån som avvattnar avrinningsområdet har biflödesordning 3, vilket innebär att vattnet flödar genom totalt 3 vattendrag innan det når havet efter 109 kilometer. Avrinningsområdet består mestadels av skog (75 procent) och sankmarker (10 procent). Avrinningsområdet har 1,1 kvadratkilometer vattenytor vilket ger det en sjöprocent på 5,9 procent.